# Győr

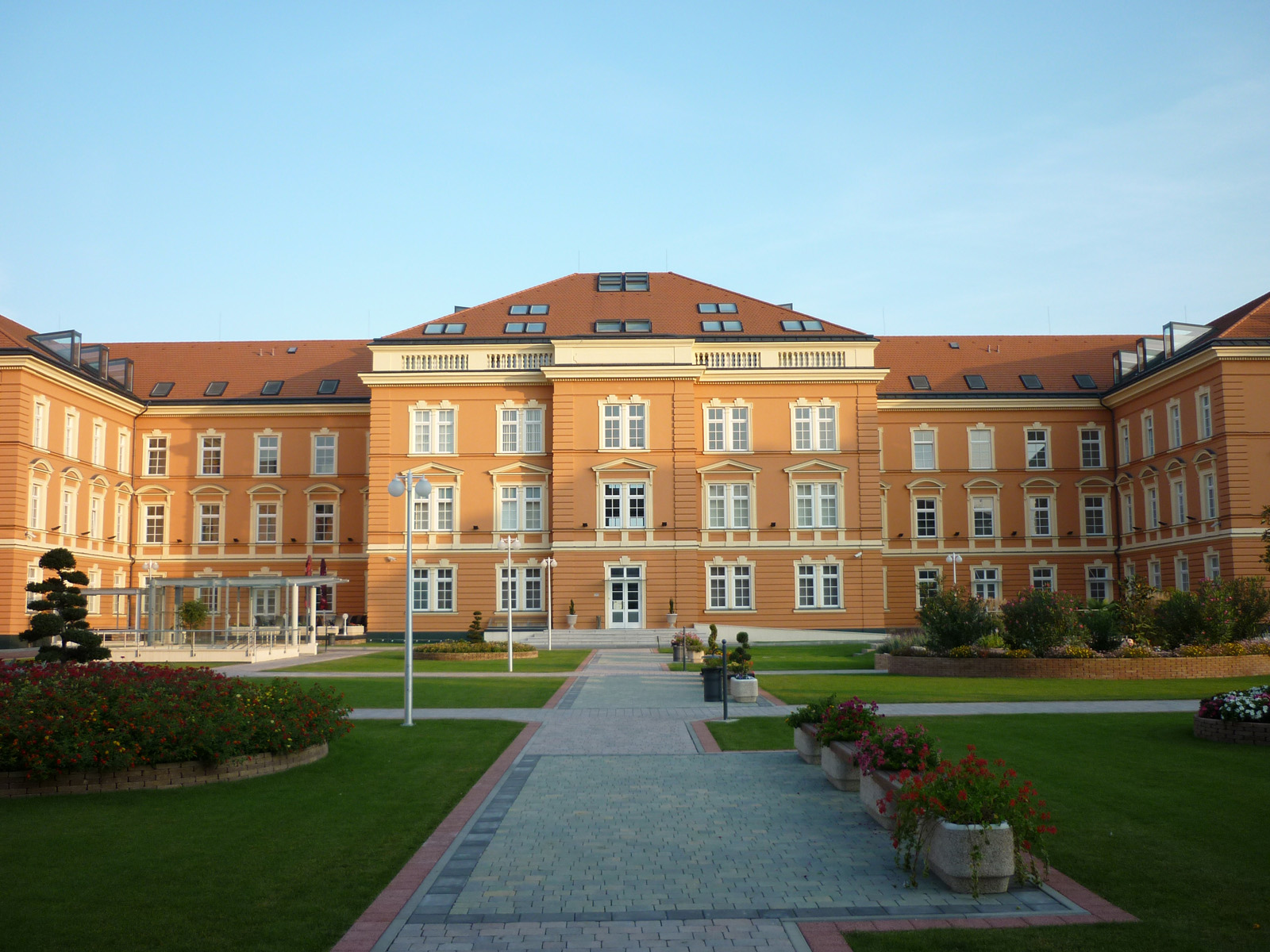
Frigyes-laktanya, Leier-központ

Győr (németül: Raab, latinul: Arrabona, Jaurinum, szlovákul: Ráb, horvátul: Jura, Đura) megyei jogú város Magyarországon. A Nyugat-Dunántúli régió központja, Győr-Moson-Sopron vármegye és a Győri járás székhelye, 1009 óta a Győri egyházmegye központja. A Dunántúl második és Magyarország hatodik legnépesebb települése, továbbá a Nyugat-Dunántúl legnagyobb és a Dunántúl második legnagyobb közigazgatási területű települése, gazdasági, kulturális, egyetemi és sportközpont, az ország egyik legdinamikusabban fejlődő városa. A Bécs–Pozsony–Budapest innovatív tengelyen fekszik, kiváló közlekedési adottságokkal. Magyarország műemlékekben harmadik leggazdagabb városaként a barokk belváros rekonstrukciójának elismeréséül 1989-ben elnyerte a műemlékvédelem Europa Nostra-díját. Győr „a folyók városa” is, mivel a Mosoni-Duna mellett, a Rába és a Rábca torkolatánál épült. Ez a folyómenti fekvés nagyban elősegítette a település létrejöttét és fejlődését.
Területén már az ókorban is éltek, ekkor a rómaiak Arrabona néven erődöt hoztak itt létre, amely a mai város elődjének tekinthető. A város a honfoglalást követően is fontos szerepet kapott, I. István 1001-ben megalapította a Győri egyházmegyét, amelynek 1009-től lett központja, ekkor épült a székesegyház. A középkorban katonai jelentősége nőtt meg, mivel Győr Bécs egyik elővédjeként szolgált a török háborúk idején. A várost olasz építők: Pietro Ferrabosco és Bernardo Gaballio tervei alapján erőddé építették át és egyúttal kibővítették. Az erőddé alakítást 1564-ben fejezték be Hermes Schallautzer felügyelete alatt. 1594-ben az oszmánok elfoglalták, de négy év múlva visszafoglalták a keresztény csapatok.
Miután az oszmán seregeket Bécs 1683-i második ostroma után visszaverték, Győr virágzásnak indult. 1712-ben piaci jogokat, 1743-ban pedig szabad királyi városi rangot kapott. 1749-ben Johann Heinrich Mulartz tervei alapján kórház épült a külvárosban, 1718-ban pedig jezsuita akadémiát alapítottak, amely filozófiai és jogi képzést kínált, és amely 1745-től világi hallgatókat is fogadott. A Győri Királyi Akadémiát 1776-ban alapították; itt tanult többek között Deák Antal és Deák Ferenc. 1809-ben Győrben zajlott a napóleoni háborúk egyetlen magyarországi ütközete. A vesztes csata után a franciák megostromolták Győrt. 1855-ben létrejött a város vasúti kapcsolata Béccsel, majd 1876-ban Sopronnal is, mely vonalat 1879-ben a második szakaszon kiterjesztettek Ebenfurth felé. A 19. században a városban és környékén mindenekelőtt a textil- és gépipar lendült fel. A II. világháború után a város újjáépítése lassú volt, részben a vasfüggöny közelsége miatt. A rendszerváltozás után Győr gazdasági súlya megnőtt, a Bécs–Budapest–Pozsony háromszög fókuszában való kedvező elhelyezkedésének köszönhetően. 2003 óta tagja a Centrope eurorégiónak.

A belvárosban jól megfigyelhető a középkori városszerkezet, a török háborúk idején épült erődítések, valamint a barokk korszak lenyomatai. Kiemelkedő műemlékei közé tartozik a győri székesegyház, a Püspökvár és a Loyolai Szent Ignác bencés templom, amelyek a magyar barokk építészet jelentős alkotásai. A járműipar, különösen az Audi Hungaria gyára, meghatározó szerepet játszik, és számos beszállító és kutatás-fejlesztési központ is letelepedett a városban. Emellett a gépipar, az élelmiszeripar és a logisztika is erős ágazatok. Győr Magyarország egyik legiparosodottabb városa. A város három egyeteme közül kiemelkedő szerepet tölt be a Széchenyi István Egyetem, amely a régió vezető felsőoktatási intézménye, különösen műszaki, gazdasági és jogi képzéseivel. A városnak vannak színházai, fesztiváljai, múzeumai, zenei rendezvényei. Győr kiváló közlekedési adottságokkal rendelkezik: autópálya, vasút, vízi út és a közelben lévő nemzetközi repülőtér is biztosítja nemzetközi elérhetőségét, míg városon belül jól szervezett autóbusz- és kerékpárhálózat szolgálja a közlekedést. 

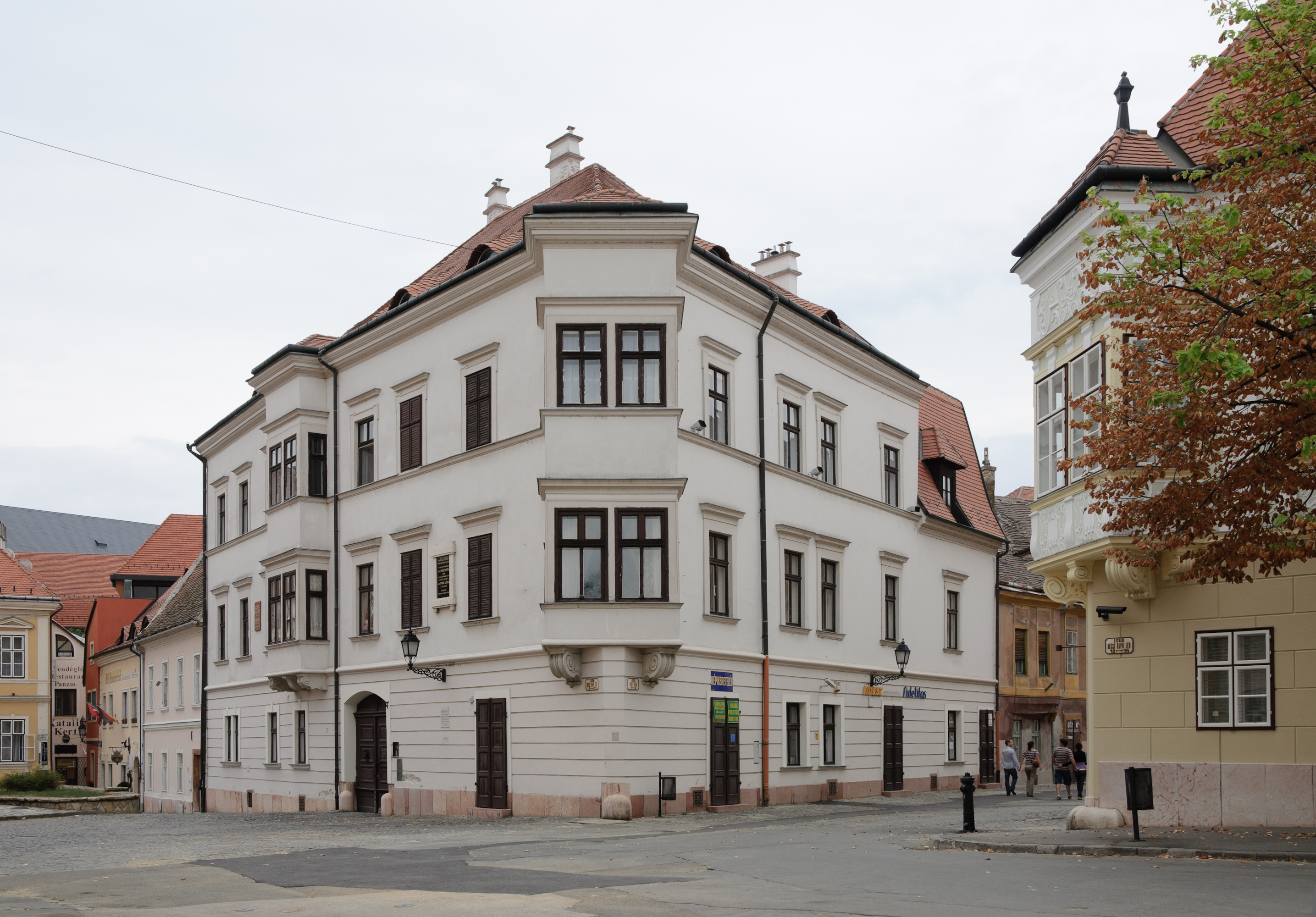
Bécsi kapu tér

## Nevének eredete
A város neve régi magyar személynévből (Jewr – 1213-as előfordulás; Geur – 1221) keletkezett. Ez a személynév rokona az Algyő és Felgyő településnevekben rejtőző személynévnek.
Régi közismert neve: Arrabona, amely egyben első elnevezése is a településnek. Arrabona római város volt Felső-Pannóniában. Nevét arról az Arrabo folyóról kapta, melynek torkolatánál feküdt és melynek Rába a mai neve. A Győr településnevet egyes történészek ebből vezetik le, mások a Geur személynévhez kötik (ilyen nevű lovag volt az itteni első várispán).

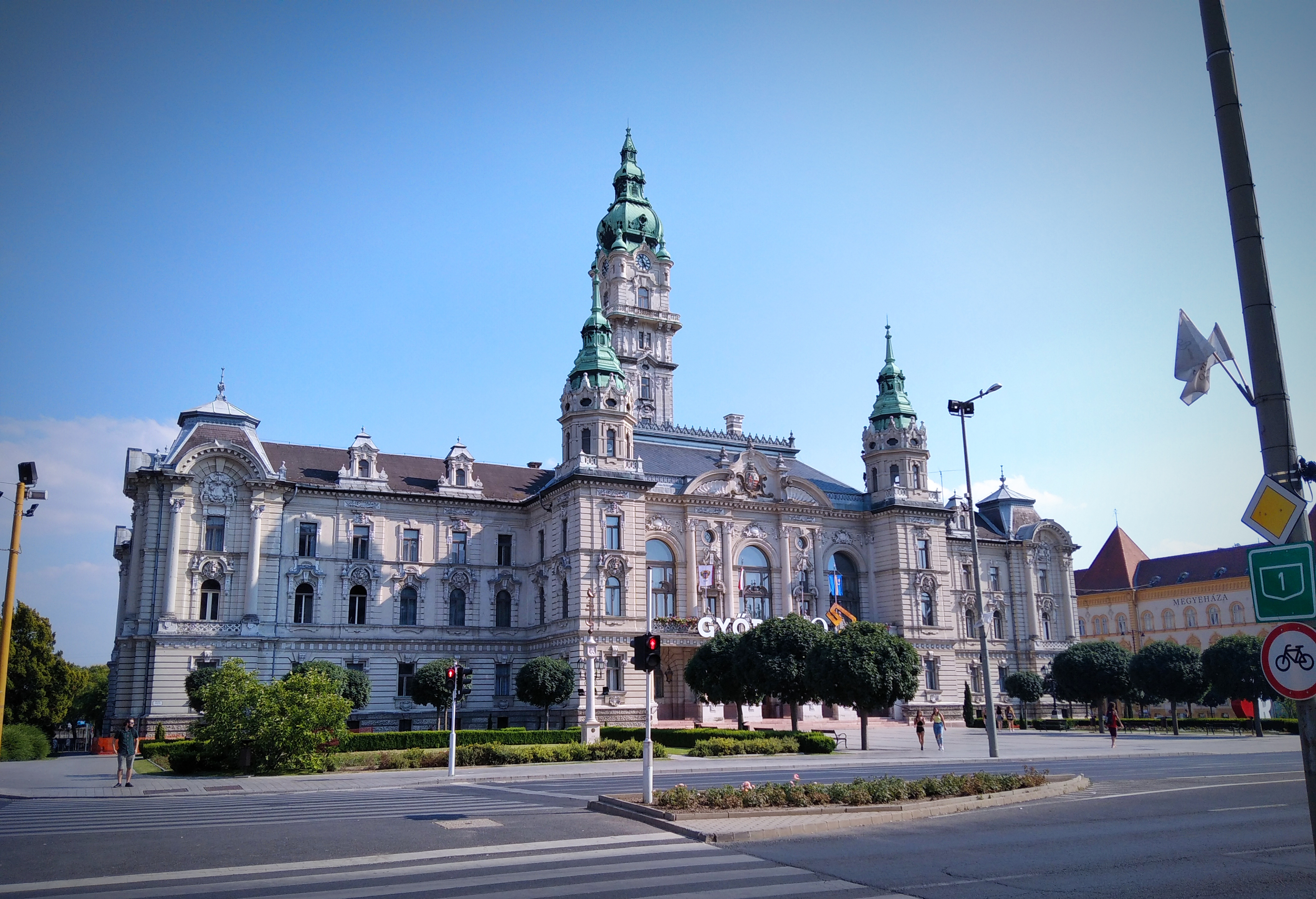
A városháza épülete 2021-ben

A város ókori kelta és latin neve Arrabona, középkori latinul Jaurinum, törökül Yanıkkale, németül Raab, szlovákul Ráb, szerbül Ђер / Đer, horvátul Jura / Đura / Vjura (az első kettő használata elterjedtebb; a kópházi horvátok Đurának, a kimleiek Jurának, a bezenyeiek Vjurának hívják a várost). 1824-ben Tubolyszegi Tuboly László (1756–1828) így ír Győr nevének értelmezéséről: „a Rába folyónak Dunába szakadtánál, hol akkor (t. i. a Rómaiak idejében) Arrabona, most Győr a régi német Ringtől magyarázott Gyűrű, vagy Gyűr, városa állott."

## Földrajz
Lásd még: Győr folyói és szigetei
A város a Kisalföld keleti felén, a Mosoni-Duna, a Rába és Rábca torkolatánál fekszik, ezért nevezik a „folyók városának” is. A Duna mellett kialakult fontos útvonal a római kortól összekötötte Aquincumot (Óbudát) Vindobonával (Béccsel). A Duna jobb partján árvízmentes teraszokon és magas ártéren haladt az útvonal a Pándorfalvi-fennsík, majd Bécs felé. Ezen az útvonalon a Rába és a Rábca képezett leküzdhető akadályt, s így kialakult itt egy közlekedési csomópont. Az utak Bécs, Budapest, Sopron, Pápa, Veszprém és Székesfehérvár felé haladtak.
A város kialakulásában a geomorfológiai viszonyok is közrehatottak. A mai Belváros területén két árvízmentes terasz alakult ki, amelyet három parti dűne is megemelt. Ez tette vár építésére alkalmassá. Ennek jelentősége a római kortól növekedett a török időkig, amikor is hazánk legfontosabb végvára lett. A város és környéke a Kisalföld-nagytáj területén helyezkedik el, de Ménfőcsanak területén átnyúlik a Sokorói-dombság területére is, amely a Dunántúli-középhegységhez tartozik.

### Természeti értékek
Győr környéke a magyar vagy pannóniai flóratartomány (Pannonicum), az Alföld (Eupannonicum) flóravidékéhez, a Kisalföld (Arrabonicum) flórajárásához tartozik. A kisalföldi flórajárás északon átnyúlik a Csallóközbe, és nyugaton Ausztria területére is. Az árvizektől védett területeket túlnyomó részben jól termő szántóföldek, kismértékben legelők foglalják el. Győr környékének állatvilága még az eredeti növénytakarónál is jobban kipusztult. A vadállomány már évszázadok óta jelentéktelen.
A Xántus János Állatkert Gyárváros városrészben, a Kiskút-ligetben található.
Püspökerdő: a város környékét eredetileg ligeterdők borították. A ligeterdőket az élővizek, a lefűződött folyóágak, a morotvák hínár-szövetei, a nádasok és sásrétek szakították meg. A táj vegetációja nagy változásokon ment át. Az ármentesítések, lecsapolások után az erdők nagy részét kiirtották. Ma már csak a Mosoni-Duna árterein; így Püspökerdő, Likócs és Győr-Szentiván között, továbbá Szentivántól keletre találunk nagyobb erdőséget. Az árvizektől védett területeket túlnyomóan jól termő szántóföldek, kismértékben legelők foglalták el. A város nyugati részén elterülő parkerdő Győr tüdeje. Itt kellemes sétákat tehetünk.
Rába-Quelle Fürdő: a Kisalföld felszíne a harmadkorvégi pliocén korszak közepéig a Kárpát-medence Pannon-tengerrel borított szárnyának tartozéka volt. Belső területe a Pliocén-korszak végén újra süllyedésnek indult. E süllyedék területet, amelyet törésvonalak határolnak, nevezik Győri-medencének is. Ezek mentén, az egykori tenger vízállományát a mélyben lévő magma felmelegítette, és ásványi sókkal keveredve – fúrások következtében – gyógyvízként bukkan a felszínre. Erre alapozva épült meg a gyógyfürdő elődje.

### Vízrajz
A Duna jelentős hatást gyakorol a városra. A folyót 1886 és 1894 között szabályozták. Győr legjelentősebb folyója a Mosoni-Duna, amelyet a Dunával együtt szabályoztak. 1907-ben megépítették a rajkai zsilipet, amellyel az árvíz teljesen kirekeszthető a Mosoni-Dunáról. 1924-ben fejezték be az Iparcsatorna építését. Az 1980-as években a Mosoni-Dunának új medret építettek, amelyet „Püspökerdei-átmetszésnek” neveznek. A város másik nagy folyója a Rába: ennek szabályozását 1893-ban fejezték be. A harmadik folyó a Rábca. A Répce és a Rábca ugyanazon folyó nevei: a Hanság területén felveszi a Kis-Rábát, innentől hívják Rábcának. Győrben termálvizeket is találtak. A Marcalt szabályzásakor 1893-ban a Rába torkolata közelében, annak régi medrébe vezették át.

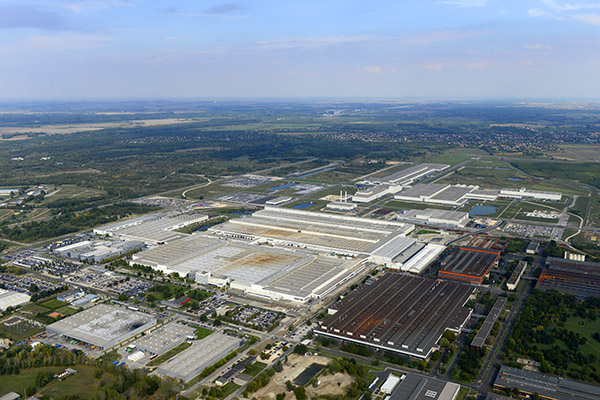
A győri Audi gyár légifelvétele
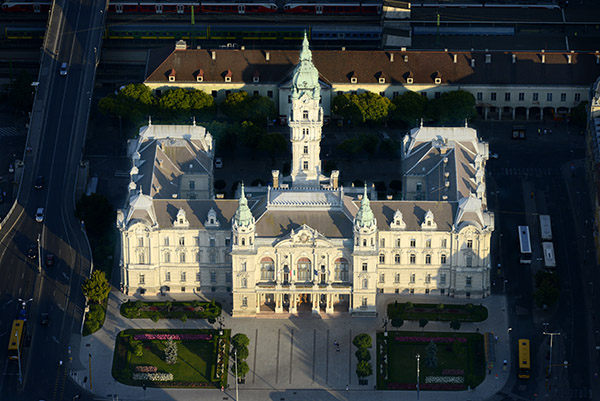
Győr városháza légi fotón
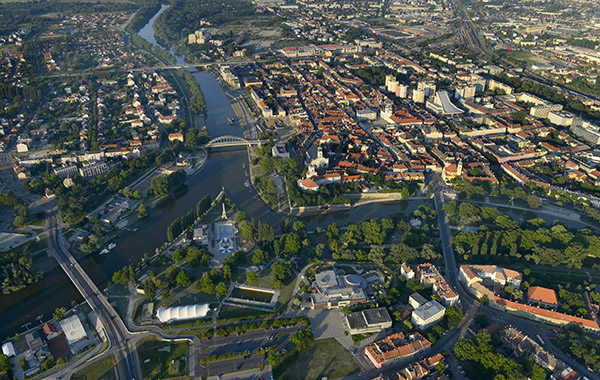
Győr belvárosa, a Rába és a Duna találkozása

### Éghajlat
A város éghajlata kontinentális, de nyara valamivel hűvösebb, tele enyhébb, mint az Alföldé, s több csapadékot is kap. Az évi középhőmérséklete 11,2 °C. A csapadék éves mennyisége 575 mm.
| Hónap                            | Jan. | Feb. | Már. | Ápr. | Máj. | Jún. | Júl. | Aug. | Szep. | Okt. | Nov. | Dec. | Év   |
| -------------------------------- | ---- | ---- | ---- | ---- | ---- | ---- | ---- | ---- | ----- | ---- | ---- | ---- | ---- |
| Átlagos max. hőmérséklet (°C)    | 1,9  | 4,6  | 10,2 | 16,0 | 21,1 | 24,0 | 26,2 | 25,6 | 21,6  | 15,9 | 8,3  | 3,3  | 14,9 |
| Átlagos min. hőmérséklet (°C)    | −4,0 | −2,0 | 1,4  | 5,5  | 9,9  | 13,1 | 14,4 | 14,1 | 10,8  | 5,9  | 1,9  | −1,9 | 5,8  |
| Átl. csapadékmennyiség (mm)      | 32   | 33   | 28   | 38   | 55   | 64   | 53   | 65   | 38    | 35   | 53   | 38   | 532  |
| Forrás: HKOSablon:2022 májusából |      |      |      |      |      |      |      |      |       |      |      |      |      |

## Története

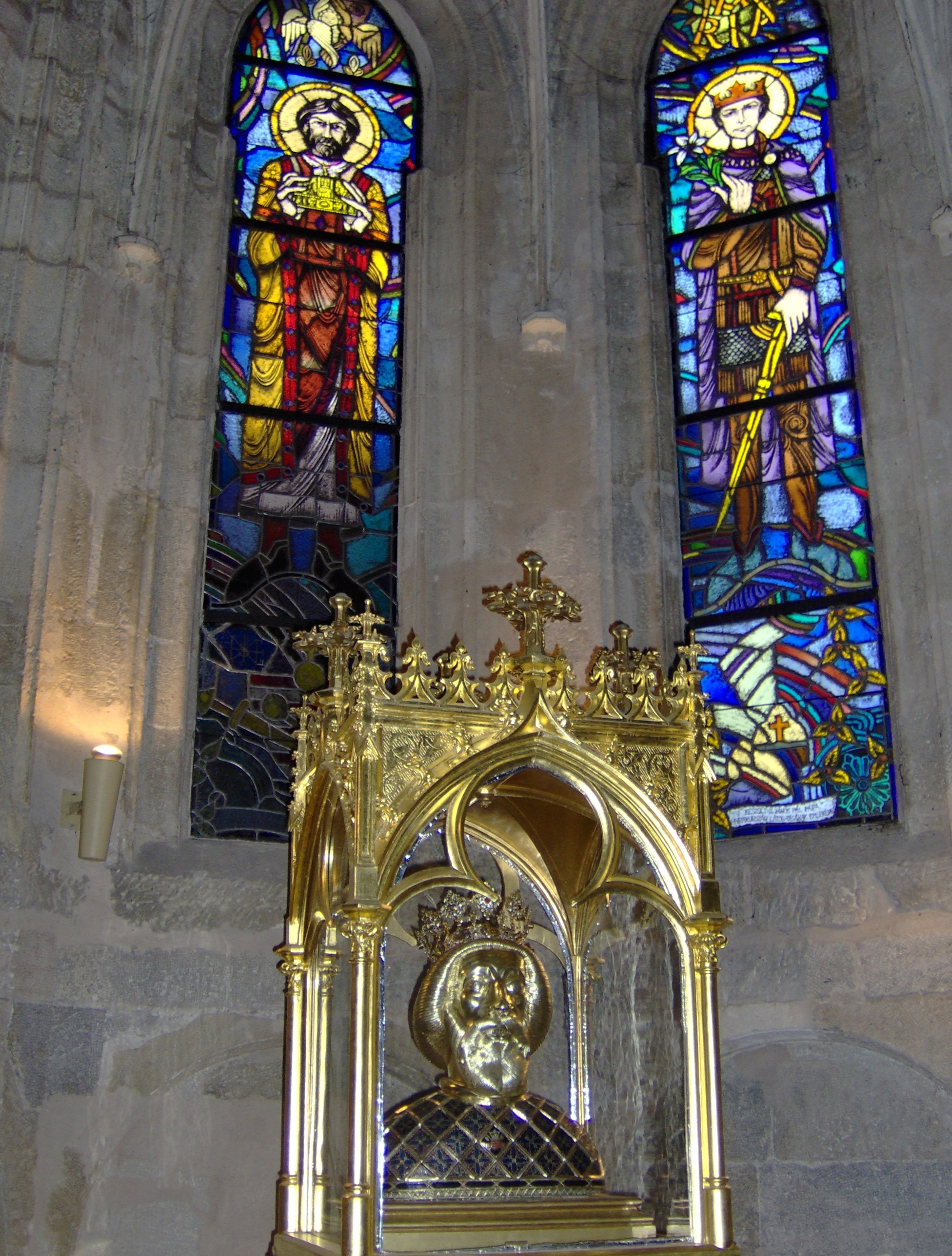
A Szent László ereklyéit tartalmazó herma a győri székesegyházban

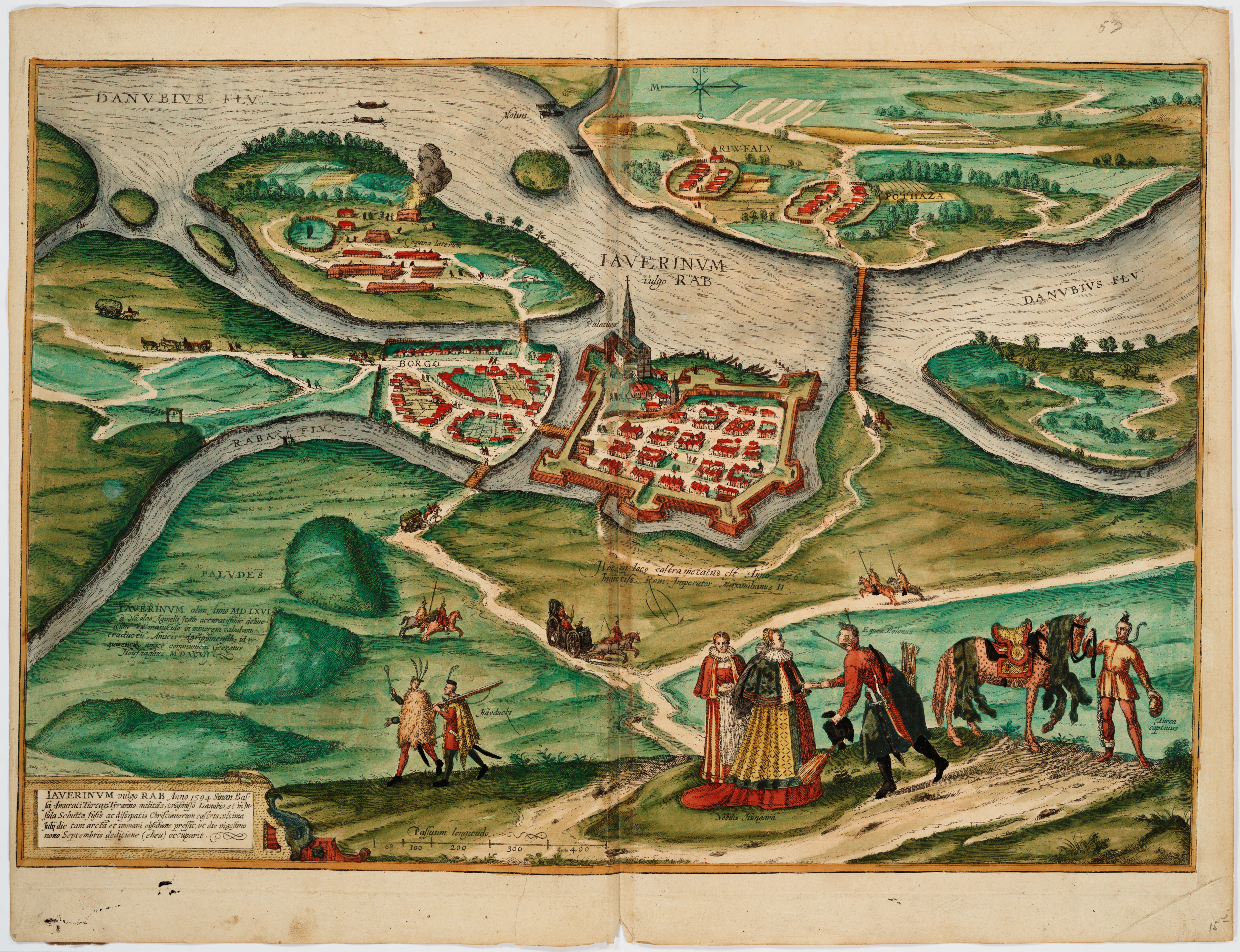
Győr török kori látképe Hoefnagel mester 1594-es metszetén, amit Angellini 1566-os vázlatai alapján metszett rézbe.

A térségnek a történelem során mindig meghatározó szerepe volt. A római korban a Pannonia provinciát védő castrum mellé polgárváros is települt (Arrabona). 430 körül hun fennhatóság alá került, majd az avarok szállták meg. Az avarok uralmát a frankok törték meg. A megjelenő honfoglaló magyarság ilyen népességet talált a Kisalföldön. Az államalapítás idején Szent István püspökséget alapított és székesegyházat építtetett. A megyerendszer kialakításakor Győrt székhellyé tette, várispánsággal az élén. A vár – fekvésénél fogva – a Duna-menti kereskedelem nélkülözhetetlen átkelőhelye és később piaca lett. Győr országosan fontos szerepet töltött be, különösen a tatárjárást követően. A török időben a Bécset védő végvár volt. 1566-ban leégett az egész város az erőd kivételével. Az újjáépítéssel a középkori görbe utcák helyett derékszögű utcahálózatot jelöltek ki, amely a mai napig megvan a belvárosban. 1594-ben a hatalmas török ostromló hadsereg láttán az olasz és német várőrség – szabad elvonulás mellett – a várat feladta (a haditörvényszék Ferdinand Hardegg várkapitányt halálra ítélte és lefejeztette). Három és fél év után 1598-ban foglalta vissza a kor két kiváló hadvezére, Pálffy Miklós és Adolf von Schwarzenberg. A török megszállás elől elmenekült lakosság csak lassan szivárgott vissza. Az ipar céhes keretekben szerveződött. A város korszerűsítése csak az 1660-as években kezdődhetett meg. A 17. és a 18. században a katonák helyébe kalmárok és iparosok költöztek, hogy felépítsék Magyarország egyik legszebb barokk városát. Mária Terézia királynő szabad királyi várossá emelte. 1809. június 14-én, a győri csata következményeként a város a napóleoni francia sereg kezére került, Eugène Beauharnais tábornok, itáliai alkirály foglalta el, és Napóleon augusztus 31-én személyesen is felkereste a várost. Napóleon a csapatai által megszállt Nyugat-Magyarország székhelyének szánta Győrt, és gróf Narbonne tábornokot jelölte ki, Győr székhellyel a megszállt nyugati magyar megyék kormányzására. Az osztrák uralkodóházzal kötött béke nyomán a franciák 1809 novemberében kiürítették a várost.
Az 1848-49-es szabadságharcban betöltött szerepe miatt a bécsi kormányzat uralma különös súllyal nehezedett a városra. Gazdasági fordulat állt be Győr életében. Az 1830-as években Győr a közvetítő kereskedelem legfontosabb hazai állomása lett. Fényes Elek leírása szerint évente 400 hajó fordult meg Győrött. Bécs felé gabonát, dohányt, gyapjút, bőröket, lovat, ökröt, sertést, mézet, viaszt, gubacsot szállítottak, Bécsből pedig épületfát, vasat, fényűzési cikkeket, gyarmatárut hoztak. Sina báró alig kezdte meg az előkészületeket a Bécs–győri vasút megépítésére, 1840-ben a munkálatok abbamaradtak. Az országgyűlés által is támogatott Duna bal parti vasút került előtérbe. Az adott viszonyok alakulása egyelőre Győrt nem érintette hátrányosan, de a fejlődés egyre erőteljesebb lett. A fellendülést a szabadságharc kitörése, majd az ezt követő abszolutista rendszer állította meg. A kereskedelem talpráállását akadályozta a katonai beszállásolás, a katonaság ellátása, a polgári lakosság zaklatása, valamint a politikai bizonytalanság. A városvezetés nagy anyagi gondokkal kezdte meg működését a szabadságharc leverése után. Haynau a város pénzügyi készletét lefoglalta, és a két év óta esedékes közadó hiányában fizetésképtelenség állt elő. A városvezetés és a megyefőnökség igyekezett a gazdasági fellendülést előmozdítani, ami a politikai nyugtalanságra is fékező hatással volt. Rövid időn belül kedvező változások következtek be, a város polgárai nagy buzgalommal vetették magukat bele a gabona- és állatkereskedelembe. Sokan eredeti foglalkozásukat felhagyva kapcsolódtak bele a közvetítő kereskedelembe, amely munkalehetőséget biztosított és tisztes hasznot hozott. A kereskedők sorra alakították át lakóházaik egy részét gabonaraktárrá a Duna és a Rába partján, sőt még a belváros forgalmas utcáiban is.

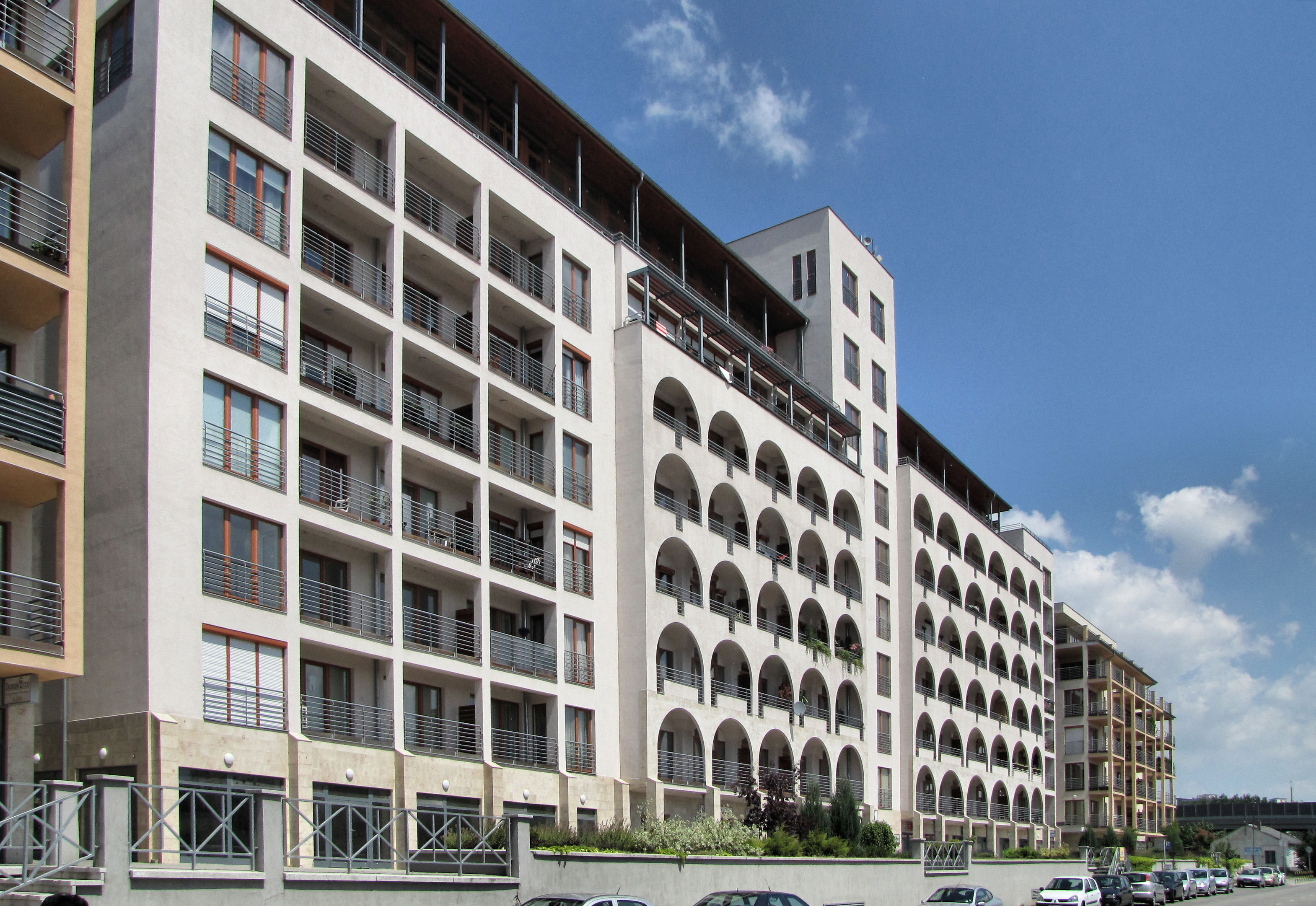
21. századi modern stílusú lakóházak a Győri Duna-parton

A nemzetközivé nőtt gabonakereskedelem az 1860-as években hanyatlásnak indult. A vasútépítés tönkretette a vízi szállításon alapuló győri piacot. A város fejlődése új irányban haladt tovább. Nagyarányú építkezések kezdődtek, amelyek megváltoztatták a város arculatát. A gabonakereskedelem elsorvadásából létrejött olcsó munkaerőt a külföldi tőkével létrehozott gyárak alkalmazták. Az első világháború ezt a régiót is érintette. Az egykori Győr vármegyét egyesítették a területük töredékére zsugorodott Moson és Pozsony vármegyék maradékával. Győr a két világháború között Budapest után az ország második legjelentősebb ipari centruma lett. (Lásd Darányi Kálmán Győri programját). A 20. században iparvárossá fejlődött, és az akkor kivívott jelentős szerepét máig őrzi. A második világháború után a nagy háborús károkat szenvedett várost néhány év alatt újjáépítették. Győr lakossága 1945 után nagymértékben megnövekedett a vidékről beköltözőkkel. Gyárai és üzemei óriási fejlődésen mentek át. Ma a Dunántúl legjelentősebb ipari városa. Győrnek 1971-ig kilenc körzete volt. A város az 1950-es megyerendezés során a Győr-Moson és Sopron megyék egyesítésével létrejött Győr-Sopron megye székhelye lett. Az 1956-os forradalom idején itt volt a „forradalom második fővárosa”. Ezért a megtorlás is kiemelten érintette a várost több halálos ítélettel, és súlyos börtönbüntetésekkel. Az 1950-es és 1960-as években, majd a nagy lakótelepek építésének korában a régi épületekre, műemlékekre nem fordítottak kellő figyelmet. A Belváros déli részén folytatták a századfordulón elkezdett nagyvárosi városközpont kiépítését, azonban a felépült új épületek jelentős része jellegtelensége miatt nem használt a városképnek. 1978-ra felépült a város új színháza. Az 1980-as években megindult a történelmi városmag tervszerű helyreállítása, melynek elismeréseképpen 1989-ben Győr elnyerte a műemlékvédelem Europa Nostra-díját.

## A városhoz kapcsolható személyek
- Jedlik Ányos bencés szerzetes világhírű találmányai mellett (például a dinamó) feltalálta a szódavizet és a gyártásához szükséges eszközöket. Így elsőnek készítette a (spriccert) "fröccsöt".
- Baross Gábor az országos közlekedés fejlesztése mellett Győr közlekedési, kereskedelmi érdekeinek előmozdítását is a szívén viselte, és a 19. század utolsó harmadában az égető közlekedési gondok megoldásával elősegítette az ipari város kialakulását.
- Győrben született Kovács Margit szobrász és Schöpf-Merei Ágost gyermekgyógyász.
- A győri bencés gimnáziumba járt Xántus János utazó, néprajzkutató.
- Boldog Apor Vilmos püspök itt végezte szolgálatát, és itt ölték meg őt szovjet katonák második világháború végén, amikor a rábízott nők védelmére kelt.
- Markó Iván táncművész – a Győri Balett alapítója és egy évtizedig vezetője.
- Itt született Bermann Miksa mérnök, feltaláló.
- Kalmár Zsolt profi labdarúgó a Fehérvár fc játékosa itt született 1995-ben

Lásd még:
- Győr díszpolgárainak listája
- Kategória:Győriek

## Önkormányzata és közigazgatása

### Térségi funkciói

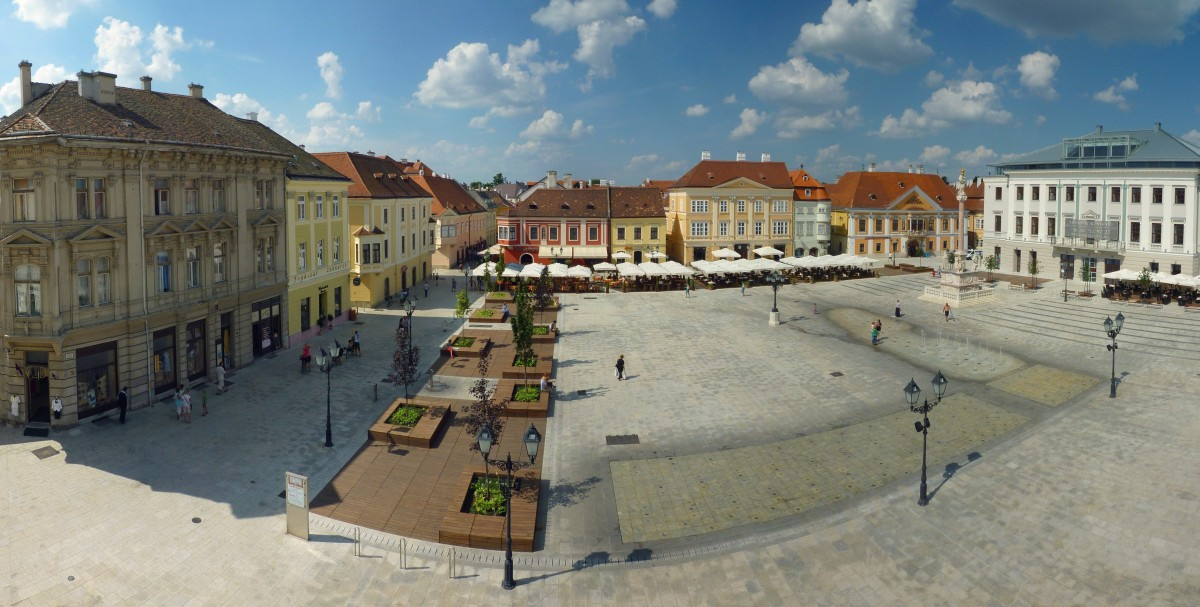
Széchenyi tér

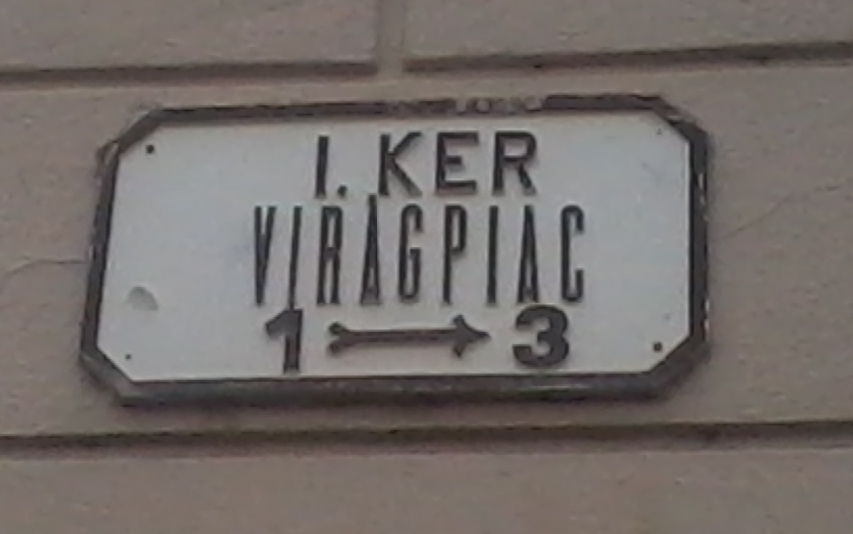
Győri utcanévtábla a kerület feltüntetésével

- Győr megyeszékhelyként a helyi önkormányzatokról szóló 1990. évi LXV. törvény szerint megyei jogú város. Így területén – a megfelelő eltérésekkel – saját hatáskörében látja el a megyei közigazgatási feladatokat. A megyei jogú státus a megyétől való formális függetlenséget jelenti. A kooperációt, illetve annak lehetőségét az egyeztetőbizottságban és a városnak a megyei fejlesztési tanácsban való tagsága nyújtja.
- A hét magyarországi statisztikai régió egyike a Nyugat-Dunántúli, az ország északnyugati részében helyezkedik el. Három vármegye, Győr-Moson-Sopron, Vas és Zala alkotja ezt a régiót, amelynek egyik központja Győr.
- A Nyugat-dunántúli Regionális Közigazgatási Hivatal központjának a városban van a székhelye.

Működésének célja, hogy a Nyugat-dunántúli Régióban működő közigazgatási hivatal és kirendeltségei megalakításával a kormány területi államigazgatási szerveként működő, jogi személyiséggel bíró, a kormány által az önkormányzatokért felelős miniszter közreműködésével irányított államigazgatási feladatokat ellátó szerv legyen.

### Városvezetők

#### Tanácselnökök
- Zámbó József (1975–1989; tanácselnök)
- Balogh József (1989–1990; tanácselnök)

#### Polgármesterek

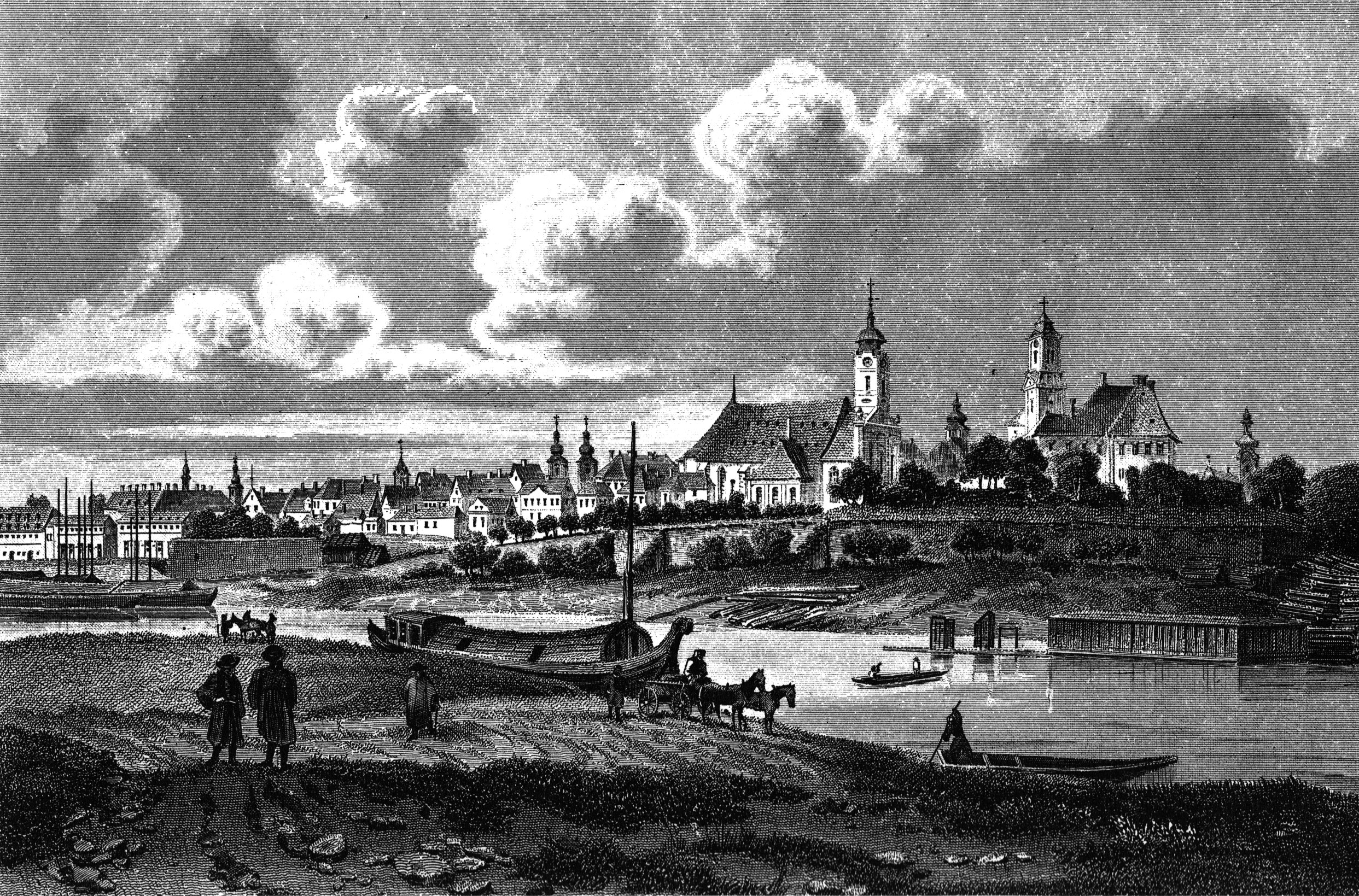
Győr 1845-ben

| Időszak   | Név                    | Párt                                                      |                                    |
| --------- | ---------------------- | --------------------------------------------------------- | ---------------------------------- |
| 1990–1994 | Kolozsváry Ernő        | független                                                 |                                    |
| 1994–1998 | Balogh József          | MSZP                                                      |                                    |
| 1998–2002 | Balogh József          | MSZP                                                      |                                    |
| 2002–2006 | Balogh József          | MSZP                                                      |                                    |
| 2006–2010 | Borkai Zsolt           | Fidesz-KDNP                                               |                                    |
| 2010–2014 | Borkai Zsolt           | Fidesz-KDNP                                               |                                    |
| 2014–2019 | Borkai Zsolt           | Fidesz-KDNP                                               |                                    |
| 2019–2020 | Borkai Zsolt           | Fidesz-KDNP                                               | hivataláról lemondott              |
| 2020–2024 | Dr. Dézsi Csaba András | Fidesz-KDNP                                               | Időközi választás 2020. január 26. |
| 2024–     | Pintér Bence           | Tiszta Szívvel a Városért Egyesület-LMP – Zöldek-Momentum |                                    |

### Választási eredmények

#### A 2024-es polgármester-választás eredménye[29]
| Jelölt neve            | Jelölő szerv.                 | Szavazatok száma | Szavazatok aránya |
| ---------------------- | ----------------------------- | ---------------- | ----------------- |
| Pintér Bence           | TSZV - LMP - Momentum         | 18 298           | 31,15%            |
| Dr. Dézsi Csaba András | Fidesz - KDNP                 | 17 853           | 30,39%            |
| Borkai Zsolt           | Borkaival Közösen a Jövőnkért | 15 871           | 27,02%            |
| Glázer Tímea           | DK - Jobbik                   | 2 026            | 3,45%             |
| Koródi István          | Mi Hazánk                     | 1 767            | 3,01%             |
| Kovács László          | Civilek Győrért               | 1 668            | 2,84%             |
| Balla Jenő             | Összefogás Győrért Egyesület  | 1 258            | 2,14%             |
| Összesen               |                               | 58741            | 100%              |

### A 2024-es önkormányzati választás eredménye
- A polgármester-választás eredménye[30]

| Jelölt neve            | Jelölő szerv. | Jelölő szerv.                  | Szavazatok száma | Szavazatok aránya |
| ---------------------- | ------------- | ------------------------------ | ---------------- | ----------------- |
| Pintér Bence           |               | TSZV – LMP – Zöldek – Momentum | 18 298           | 31,15%            |
| Dr. Dézsi Csaba András |               | Fidesz – KDNP                  | 17 853           | 30,39%            |
| Borkai Zsolt           |               | Borkaival Közösen a Jövőnkért  | 15 871           | 27,02%            |
| Glázer Tímea           |               | DK – Jobbik                    | 2026             | 3,45%             |
| Koródi István          |               | Mi Hazánk                      | 1767             | 3,01%             |
| Kovács László          |               | Civilek Győrért                | 1668             | 2,84%             |
| Balla Jenő             |               | Összefogás Győrért Egyesület   | 1258             | 2,14%             |
| Összesen               |               |                                | 58 741           | 100%              |

- A képviselőtestület-választás eredménye[31]

| Párt | Párt                           | Mandátumok | Képviselő-testület | Képviselő-testület | Képviselő-testület | Képviselő-testület | Képviselő-testület | Képviselő-testület | Képviselő-testület | Képviselő-testület | Képviselő-testület | Képviselő-testület | Képviselő-testület | Képviselő-testület | Képviselő-testület | Képviselő-testület | Képviselő-testület | Képviselő-testület |
| ---- | ------------------------------ | ---------- | ------------------ | ------------------ | ------------------ | ------------------ | ------------------ | ------------------ | ------------------ | ------------------ | ------------------ | ------------------ | ------------------ | ------------------ | ------------------ | ------------------ | ------------------ | ------------------ |
|      | Fidesz – KDNP                  | 14         |                    |                    |                    |                    |                    |                    |                    |                    |                    |                    |                    |                    |                    |                    |                    |                    |
|      | TSZV – LMP – Zöldek – Momentum | 4          | P                  |                    |                    |                    |                    |                    |                    |                    |                    |                    |                    |                    |                    |                    |                    |                    |
|      | Borkaival Közösen a Jövőnkért  | 2          |                    |                    |                    |                    |                    |                    |                    |                    |                    |                    |                    |                    |                    |                    |                    |                    |
|      | Civilek Győrért                | 1          |                    |                    |                    |                    |                    |                    |                    |                    |                    |                    |                    |                    |                    |                    |                    |                    |
|      | Szentiváni Civilek             | 1          |                    |                    |                    |                    |                    |                    |                    |                    |                    |                    |                    |                    |                    |                    |                    |                    |

### Országgyűlési képviselők
A régi választójogi törvény, az 1989. évi XXXIV. törvény hatálya alatt a város három választókerülethez tartozott.
| Név                    |      | Párt   | Terminus  | Választókerület                                      |
| ---------------------- | ---- | ------ | --------- | ---------------------------------------------------- |
| dr. Medgyasszay László |      | MDF    | 1990–1994 | Régi Győr-Moson-Sopron megyei 1. sz. választókerület |
| Pozsgai Balázs         |      | MSZP   | 1994–1998 | Régi Győr-Moson-Sopron megyei 1. sz. választókerület |
| dr. Medgyasszay László |      | MDF    | 1998–2010 | Régi Győr-Moson-Sopron megyei 1. sz. választókerület |
| dr. Medgyasszay László | KDNP |        | 1998–2010 | Régi Győr-Moson-Sopron megyei 1. sz. választókerület |
| Kara Ákos              |      | Fidesz | 2010–2014 | Régi Győr-Moson-Sopron megyei 1. sz. választókerület |
| Bakó Lajos             |      | MDF    | 1990–1994 | Régi Győr-Moson-Sopron megyei 2. sz. választókerület |
| Szabó Sándorné         |      | MSZP   | 1994–1998 | Régi Győr-Moson-Sopron megyei 2. sz. választókerület |
| dr. Szakács Imre       |      | Fidesz | 1998–2014 | Régi Győr-Moson-Sopron megyei 2. sz. választókerület |
| dr. Rab Károly         |      | SZDSZ  | 1990–1998 | Régi Győr-Moson-Sopron megyei 3. sz. választókerület |
| Birkás Tivadar         |      | Fidesz | 1998–2002 | Régi Győr-Moson-Sopron megyei 3. sz. választókerület |
| Balogh József          |      | MSZP   | 2002–2010 | Régi Győr-Moson-Sopron megyei 3. sz. választókerület |
| Borkai Zsolt           |      | Fidesz | 2010–2014 | Régi Győr-Moson-Sopron megyei 3. sz. választókerület |

Jelenleg a 2011. évi CCIII. törvény értelmében Győr két országgyűlési egyéni választókerülethez tartozik, a Győr-Moson-Sopron vármegyei 1. sz. és a Győr-Moson-Sopron vármegyei 2. sz.-hoz
| Név                 |  | Párt   | Terminus | Választókerület                                                                           |
| ------------------- |  | ------ | -------- | ----------------------------------------------------------------------------------------- |
| Simon Róbert Balázs |  | Fidesz | 2014–    | Győr-Moson-Sopron vármegyei (2022-ig: megyei) 1. sz. országgyűlési egyéni választókerület |
| Kara Ákos           |  | Fidesz | 2014–    | Győr-Moson-Sopron vármegyei (2022-ig: megyei) 2. sz. országgyűlési egyéni választókerület |

## Városrészei
A megyei jogú város polgármesteri hivatalának alaptevékenysége az önkormányzati és államigazgatási döntések előkészítése és végrehajtása.
Korábban a várost kerületekre osztották, de ez a felosztás törvényileg megszűnt – azonban a régebbi utcanévtáblák a mai napig emlékeztetnek rá. Ma a város ügyeit egységes hivatal végzi, de az ügyek nagy száma miatt több telephelyen. A városrészek nagy vonalakban követik a régi felosztást, ide nem számítva az újonnan létrejött részeket. Több városrészben részönkormányzat, illetve kisebbségi önkormányzat segíti a városi közigazgatás és adminisztráció működését.

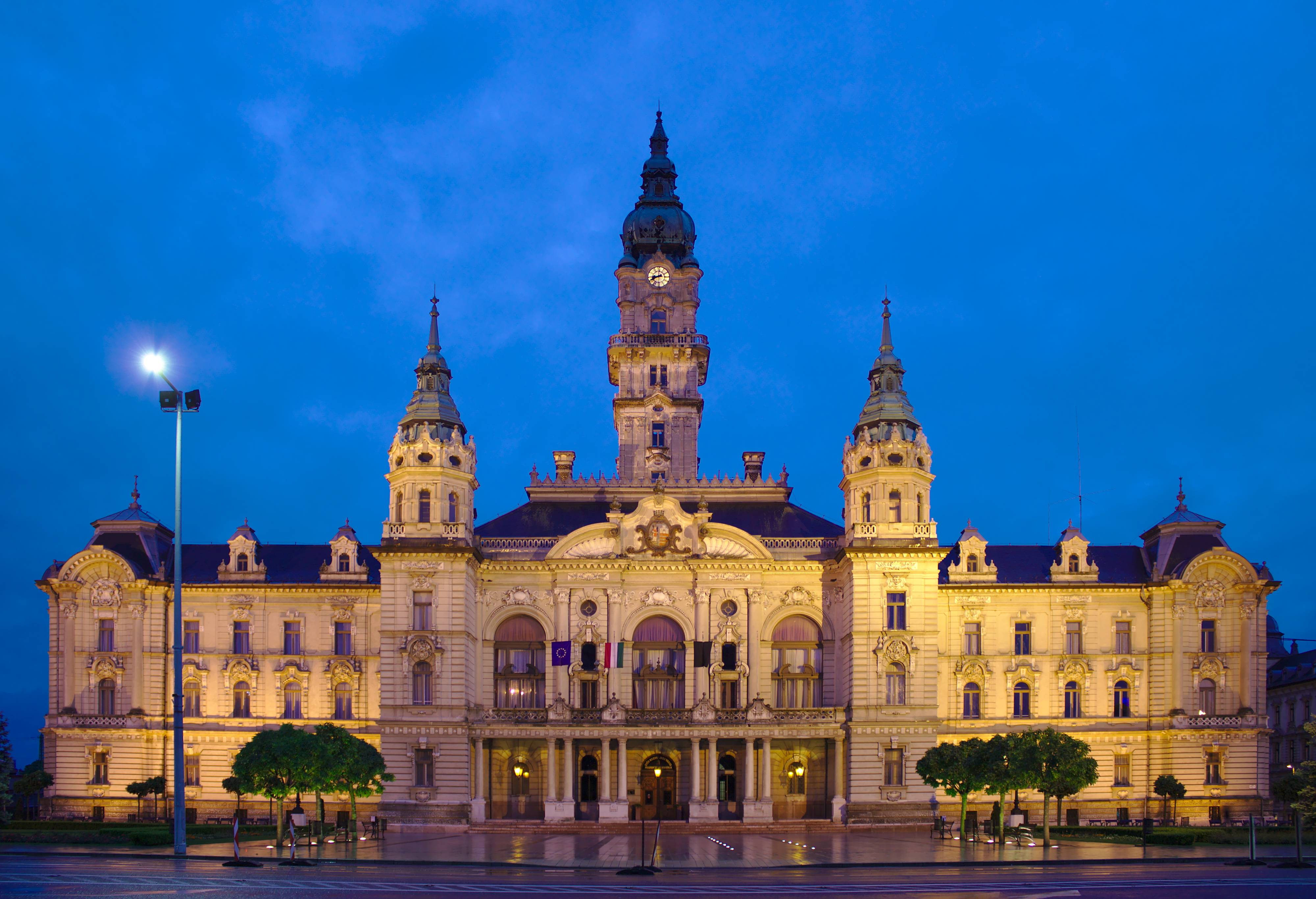
A győri városháza

A település a következő nagyobb részekből áll:
- Adyváros (III. ker.)
- Bácsa
- Belváros (I. ker.)
- Gyárváros (VI. ker.)
- Győrszentiván
- Gyirmót
- Ipari Park
- Jancsifalu (III. ker.)
- Kisbácsa
- Kismegyer (IV. ker.)
- Likócs (VI. ker.)
- Marcalváros (III. ker.)
- Ménfőcsanak
- Nádorváros (III. ker.)
- Pinnyéd (V. ker.)
- Révfalu (VII. ker.)
- Sárás (VII. ker.)
- Szabadhegy (IV. ker.)
- Sziget (V. ker.)
- Újváros (II. ker.)
- Városrét

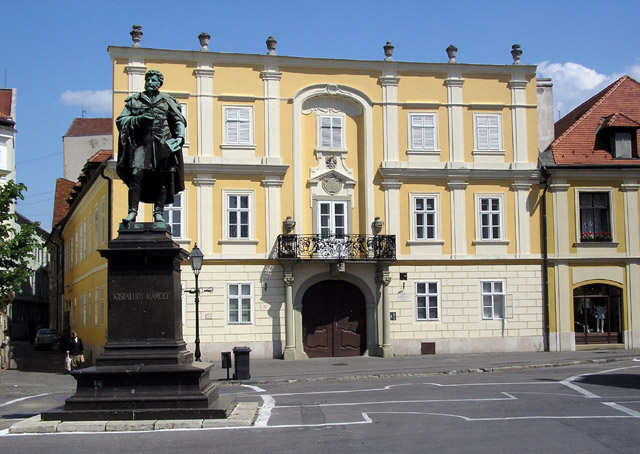
A Bécsi kapu tér (Előtérben Kisfaludy Károly szobra)

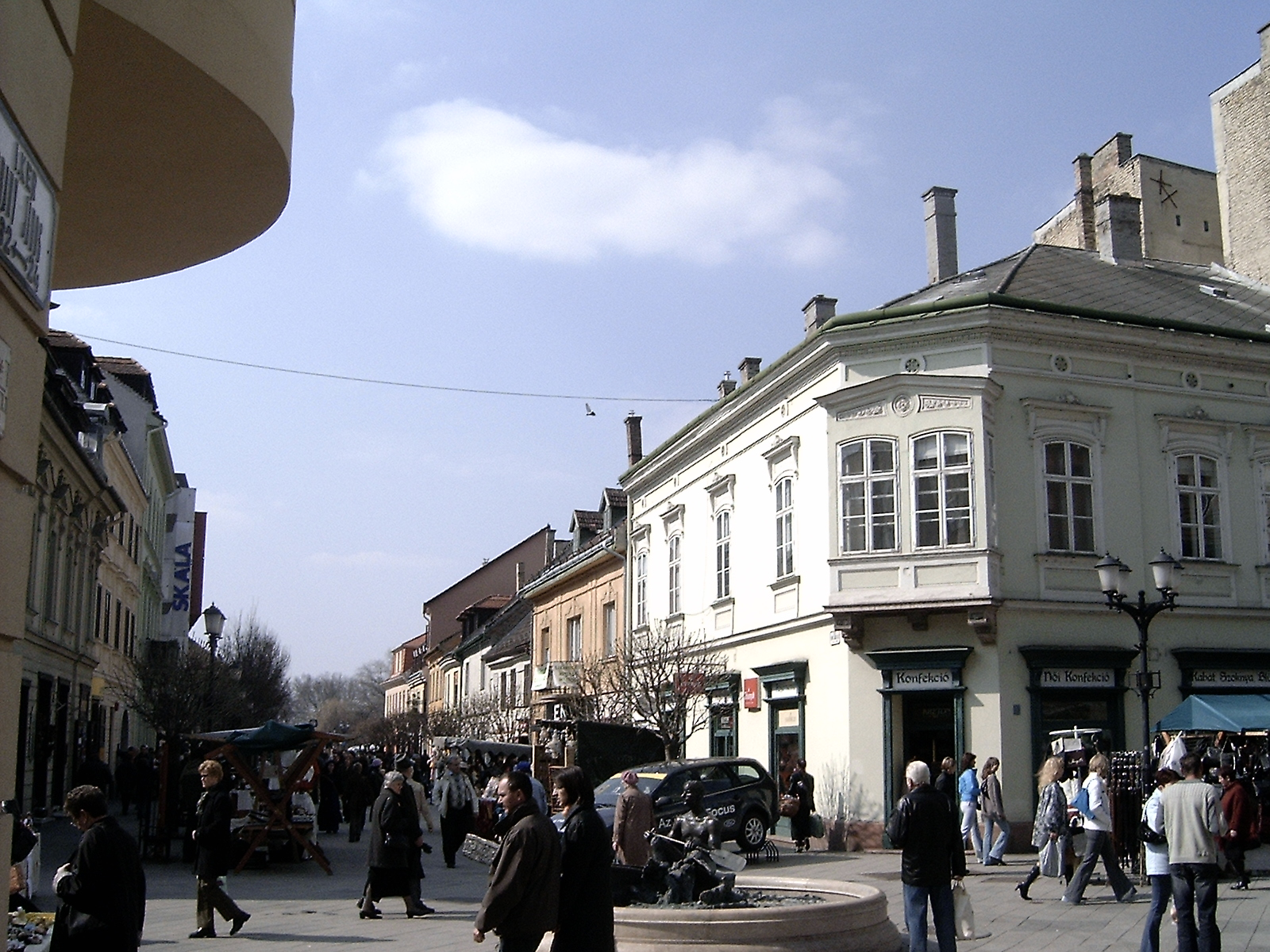
Arany János utca

Győr 2005-ben elkészült új rendezési tervéhez lakossági véleményfelmérést is végeztek, amelynek során 800 helybélit kérdeztek meg. A kérdések egy része annak kiderítésére irányult, hogy a győriek hol szeretnének lakni a városon belül.
A legvonzóbbnak Révfalu bizonyult, ahová a megkérdezettek 36,5%-a szeretne első, második vagy harmadik helyen költözni. Utána Kisbácsa következik (31,1%), majd a Belváros (23,7%). Népszerűnek találtatott még Nagybácsa (23,1%), Szabadhegy (19,3%), Ménfőcsanak (16,8%) és a József Attila lakótelep (16,5%). A válaszokból kiderült az is, hogy a győriek hol kívánnának a legkevésbé élni. Itt is első, második és harmadik helyen lehetett megemlíteni egy-egy városrészt.
A legkevésbé kedvelt városrészek listáját Újváros vezeti (összesen 50,3%-os említéssel), utána Marcalváros I. (34,9%) és Marcalváros II. (30,6%) következik. Nem sokkal maradt le a dobogóról Sziget (28,0%), Gyárváros (23,1%) és Adyváros (19,3%). A kutató úgy vélte, nyolc olyan városrész van, ahol sem a vonzás, sem a taszítás nem jelentős mértékű: Gyirmót, Jancsifalu, Kismegyer, Likócs, Ménfőcsanak, Nádorváros, Pinnyéd és Győrszentiván.
Lásd még:
- Kategória:Győr utcái és terei
- Kategória:Győr hídjai

## Népessége
Győr lakónépessége 2011. január 1-jén 129 527 fő volt, ami Győr-Moson-Sopron megye össznépességének 28,9%-át tette ki. A város Győr-Moson-Sopron vármegye legsűrűbben lakott települése, abban az évben az egy km²-en lakók száma, átlagosan 741,8 fő volt. A népesség korösszetétele kedvezőtlen. A 2011-es év elején a 19 évesnél fiatalabbak népességen belüli súlya 20%, a 60 éven felülieké 23% volt. A nemek aránya kedvezőtlen, ugyanis ezer férfira 1118 nő jut. 2017-ben a férfiaknál 73,3, a nőknél 79,9 év volt a születéskor várható átlagos élettartam. A népszámlálás adatai alapján a város lakónépességének 4%-a, mintegy 5261 személy vallotta magát valamely kisebbséghez tartozónak. Közülük német, cigány és román nemzetiséginek vallották magukat a legtöbben.
A 20. század második felétől Győr lakossága fokozatosan növekedett, egészen 1990-ig, majd utána stagnálni kezdett. Népességnövekedése az 1950-es években felgyorsult a szocializmus évei alatt. A legtöbben 2011-ben éltek a városban, 129 527-en. Az utolsó 2011-es népszámlálás alapján, soha nem éltek még ennyien Győrben, mint 2011-ben. 
Az utóbbi évekre jellemző kisebb ingadozás az országos tendenciákhoz képest inkább stagnálásnak tekinthető, amely az országos átlagnál kicsit kedvezőbb természetes fogyás és a város fejlettsége miatti vándorlási nyereség együttes hatása. Az alacsonyabb halandóság is közrejátszik a lakosság országos átlagnál kisebb csökkenésében. Amíg a halálozások száma nem változik jelentősen, addig nagymértékben csökken az élve születések száma. A házasságkötések fogyatkozó száma és a korfa azt mutatja, hogy a csökkenő születésszámot a gyermekvállalási hajlandóság csökkenése okozza. A rendszerváltási időszak döntő változásokat hozott az ország, és így a város társadalmi szerkezetében is. A változás oka a tulajdonszerkezet megváltozása, az állami tulajdon visszaszorulása. A magántulajdon részben az állami tulajdon intézményeinek privatizálásával, részen új beruházások létrehozásával jött létre. Az új beruházások jelentős része külföldi. A gazdasági szerkezet megváltozása, benne a tulajdonosi kör átalakulása, a piaci szereplők körének gyors megváltozását is okozta. A folyamatok kedvezőtlen eredménye, a munkanélküliség gyors kialakulása és tartósan magas szintje Győrt kevésbé érintette. A munkanélküliség alacsonyabb az országos átlagnál. A folyamat az urbanizáció a második világháború után felgyorsuló hatású volt, ennek eredményeképpen a város lakossága megkétszereződött. A növekedésben a falusi lakosság városba költözésén túl a környező községek városhoz csatolása (Révfalu, Pataháza, Bácsa Kisbácsa, Sziget, Pinnyéd, Győrszentiván, Kismegyer, Ménfőcsanak, Gyirmót) is szerepet játszott.
A 2011-es népszámlálási adatok szerint a magukat vallási közösséghez tartozónak valló győriek túlnyomó többsége római katolikusnak tartja magát. Emellett jelentős egyház a városban, még az evangélikus és a református.

### Etnikai összetétel
| Nemzetiség | Népesség (2011) |
| ---------- | --------------- |
| Német      | 1 922           |
| Cigány     | 1 072           |
| Szlovák    | 249             |
| Román      | 227             |
| Horvát     | 199             |

A 2001-es népszámlálás adatok szerint a város lakossága 129 412 fő volt, ebből a válaszadók 125 791 fő volt, 123 241 fő magyarnak, míg 731 fő cigánynak vallotta magát, azonban meg kell jegyezni, hogy a magyarországi cigányok (romák) aránya a népszámlálásokban szereplőnél lényegesen magasabb. 995 fő német, 313 fő horvát, 82 fő szlovák és 82 fő román etnikumnak vallotta magát.
A 2011-es népszámlálás adatok szerint a város lakossága 129 527 fő volt, ebből a válaszadók 114 736 fő volt, 109 475 fő magyarnak vallotta magát, az adatokból az derül ki, hogy a magyarnak vallók száma jelentősen csökkent tíz év alatt, ennek egyik fő oka, hogy többen nem válaszoltak. Az elmúlt tíz év alatt, a nemzetiségiek közül jelentősebben a cigányok (1072 fő) száma nőtt Győrben. A német (1922 fő) nemzetiségűek száma megkétszereződött, míg a szlovák (249 fő) és a román (227 fő) megháromszorozódott. Horvátnak vallók száma (199 fő) jelentős mértékben csökkent, az elmúlt tíz év alatt. A megyén belül Győrben él a legtöbb magát románnak, orosznak, bolgárnak és lengyelnek valló nemzetiségi.
| Időszak | Magyar | Német | Romani | Szlovák | Román | Horvát | Egyéb/Nem válaszolt | Összesen |
| ------- | ------ | ----- | ------ | ------- | ----- | ------ | ------------------- | -------- |
| 2001    | 95,23% | 0,77% | 0,57%  | 0,06%   | 0,06% | 0,24%  | 3,07%               | 100%     |
| 2011    | 84,52% | 1,48% | 0,83%  | 0,19%   | 0,18% | 0,15%  | 12,65%              | 100%     |

### Vallási összetétel
Győr lakóinak vallási összetétele 2011-ben
A 2001-es népszámlálási adatok alapján, Győrben a lakosság több mint háromnegyede (79%) kötődött valamelyik vallási felekezethez. A legnagyobb vallás a városban a kereszténység, melynek legelterjedtebb formája a katolicizmus (66,9%). A katolikus egyházon belül a római katolikusok száma 86 591, míg a görögkatolikusoké 540 fő. A városban népes protestáns közösségek is éltek, főleg evangélikusok (7860 fő) és reformátusok (6658 fő). Az ortodox kereszténység inkább az országban élő egyes nemzeti kisebbségek (oroszok, románok, szerbek, bolgárok, görögök) felekezetének számít, számuk elenyésző volt az egész városi lakosságához képest (40 fő). Szerte a városban számos egyéb kisebb keresztény közösség működött. A zsidó vallási közösséghez tartózók száma 82 fő. Jelentős a száma azoknak a városban, akik vallási hovatartozásukat illetően nem kívántak válaszolni (10,2%). Felekezeten kívülinek a város lakosságának 10,4%-a vallotta magát.
A 2011-es népszámlálás adatai alapján, Győrben a lakosság már csak alig több mint fele (54,7%) kötődött valamelyik vallási felekezethez. A két népszámlálás között eltelt tíz év alatt a városi lakosság vallási felekezethez tartozása jelentősen csökkent, ennek egyik oka, hogy sokan nem válaszoltak. A legnagyobb vallás a városban a kereszténység, melynek legelterjedtebb formája a katolicizmus (45,2%). Az elmúlt tíz év alatt, a katolikus valláshoz tartozók száma közel negyedével esett vissza. A katolikus egyházon belül a római katolikusok száma 58 152 fő, míg a görögkatolikusok 339 fő volt. A városban népes protestáns közösségek is élnek, főleg evangélikusok (5599 fő) és reformátusok (5308 fő). Az ortodox kereszténység inkább az országban élő egyes nemzeti kisebbségek (oroszok, románok, szerbek, bolgárok, görögök) felekezetének számít, számuk elenyésző az egész városi lakosságához képest (34 fő). Szerte a városban számos egyéb kisebb keresztény közösség működik. A zsidó vallási közösséghez tartózók száma 72 fő. Összességében elmondható, hogy az elmúlt tíz év során minden felekezetekhez tartozók száma jelentősen csökkent. Jelentős a száma azoknak a városban, akik vallási hovatartozásukat illetően nem kívántak válaszolni (31,1%), tíz év alatt megháromzorozódott a számuk. Felekezeten kívülinek a város lakosságának 18,3%-a vallotta magát.

## Gazdasága
Győr Magyarország dinamikusan fejlődő térsége, amely a Bécs-Pozsony-Győr Aranyháromszögben helyezkedik el.
Győr ipara és gazdasága a 20. század elején hatalmas fejlődésnek indult a Rába Magyar Vagon- és Gépgyár létrehozásával. A rendszerváltozás után Közép-Európa első ipari parkja a városban nyílt meg 168 hektáros területen. Egyetlen ipari parkkal rendelkezik. Több multinacionális vállalkozás Győrt választotta közép-európai központjának. Ilyenek például az Audi Hungaria Zrt., a Hägleitner Büchl, a Philips. Gazdaságát erősíti, hogy autópályáról minden városrész elérhető. Fejlesztik a vízi szállítás kirakódóállomását (Győr-Gönyű kikötő), amelynek jelentősége folyamatosan növekszik a Rajna–Majna–Duna-csatorna hajózhatóvá tételével, és a légi szállítás lehetőségeit (Győr–Pér repülőtér). Itt van a megyei Kereskedelmi és Iparkamara székháza.

### A munkanélküliek száma
| Év   | Munkanélküli (fő) | Munkanélküli (%) | Munkaképes népesség (fő) |
| ---- | ----------------- | ---------------- | ------------------------ |
| 2000 | 2 770             | 3,39%            | 81 742                   |
| 2001 | 2 715             | 3,29%            | 84 753                   |
| 2002 | 2 549             | 3,00%            | 84 753                   |
| 2003 | 2 519             | 2,96%            | 85 102                   |
| 2004 | 2 773             | 3,28%            | 84 454                   |
| 2005 | 3 008             | 3,58%            | 83 964                   |
| 2006 | 2 718             | 3,23%            | 84 061                   |
| 2007 | 2 665             | 3,13%            | 84 933                   |
| 2008 | 2 777             | 3,29%            | 84 336                   |
| 2009 | 4 589             | 5,39%            | 85 053                   |
| 2010 | 4 468             | 5,26%            | 84 794                   |
| 2011 | 3 965             | 4,71%            | 84 190                   |
| 2012 | 3 744             | 4,50%            | 82 904                   |
| 2013 | 3 518             | 4,30%            | 82 260                   |
| 2014 | 2 466             | 2,83%            | 87 159                   |
| 2015 | 2 173             | 2,51%            | 86 547                   |
| 2016 | 1 669             | 1,94%            | 85 887                   |
| 2017 | 1 269             | 1,50%            | 84 971                   |
| 2018 | 1 250             | 1,49%            | 83 856                   |
| 2019 | 1 101             | 1,32%            | 83 044                   |

### Infrastruktúrája

#### Vízellátás, csapadék és szennyvíz elvezetése, tisztítása
A vezetékes vízellátásra a városban 1883-ban részvénytársaság alakult. A következő évben megkezdte működését a kiskúti vízmű, amely napjainkban már csak tartalék szerepet játszik. Ma a város közműves vízzel való ellátottsága 100%-os, a vízfelhasználást illetően pedig szabad kapacitásokkal rendelkezik. A kilencvenes években a csatornahálózat fejlesztése volt soron. 1992-ben kezdődött meg az elmaradott területek és a peremkerületek csatornázása. 2000-ben a város 233 km hosszú szennyvízcsatorna-hálózattal rendelkezett. A mai fő feladat az elöregedett és a vegyes hálózat cseréje, ugyanis jelenleg a város közel egyharmad területén a szennyvíz főgyűjtőcsatornába vezetik a belvízelvezető csatornákat. Így folyamatos esőzés esetén a főgyűjtőcsatornák nem tudják elnyelni a csapadékvizet, és a keveredett szennyvíz sok helyen visszafolyik az utcákra. A Mosoni-Duna és a Rába összefolyásánál van a városi strandfürdő, rendkívüli szép természeti környezetben. Első medencéi 1931-ben Hajós Alfréd tervei alapján készültek el.

#### Energiaellátás, közvilágítás, hőellátás
A város regionális szolgáltatók székhelye. Győr villamosenergia-ellátását az E.ON Áramszolgáltató Zrt. biztosítja, gázszolgáltatója az ÉGÁZ Zrt. (Észak-dunántúli Gázszolgáltató Zrt.) A több vezetéken érkező földgázt a tibormajori átadóállomás fogadja.
A közvilágítás a belvárosban földkábeles rendszerű. A külterületen szabadvezetékes rendszer légvezetékekkel együtt halad. A felújítások során, ahol lehetséges, földkábellel váltják ki a légvezetékes rendszert.
A Győri Hőszolgáltató Kft. a városi önkormányzat tulajdonában van. A fűtőműből forróvíz, valamint gőz hordozójú távhőszolgáltatást végeznek. Valamennyi hőközpontban hőmennyiségmérő van beépítve, melyet távleolvasással olvasnak le, így nem szükséges a mérőt látni fizikailag. A fogyasztókkal a tényleges fogyasztás alapján számolnak el, ezért itt nincs átalánydíj.

### Közlekedése
A város a vasúti és a közúti forgalom országos jelentőségű csomópontja. Győr közlekedés-földrajzi helyzete kiváló. Vasúti kapcsolatai közül a legfontosabb a Bécs-Budapest vasútvonal, de ide fut be a Győr–Sopron–Ebenfurti Vasúttársaság tulajdonában lévő Győr–Sopron-vasútvonal, illetve a MÁV kezelésű Győr–Celldömölk-vasútvonal és Győr–Veszprém-vasútvonal is. Győrben több közlekedési főútvonal találkozik egymással (M1, M19, M85,1, 14, 81, 82, 83, 85, 813, 821), és a város több pontjáról elérhető az autópálya. A Győr–Pér repülőtér a városból a 81-es főúton érhető el, 15 kilométer távolságra Székesfehérvár felé.
A Duna 1734-es folyamkilométerénél fekszik a Győr-Gönyű kikötő a hozzá kapcsolódó teljesen közművesített, 25 hektáros kiszolgáló terminállal.
Lásd még:
- Kategória:Győr közlekedése

### Lakásállománya
A városrészek határait a folyók jelölték ki. A különböző időpontokban keletkezett városrészek eltérő módon jelenítik meg a városképet. A második világháború bombázásai a várost hadipotenciálja miatt érték. A helyreállítható házakat a következő években felújították. 1954-ben az árvíz a szigetközi Révfalu városrész képét formálta át: családi házas lakónegyeddé alakult át.
A hatvanas évekig az új építkezések színtere Nádorváros volt. A lakásépítés a hetvenes évektől vett nagy lendületet. A házgyári technika alkalmazásával új városrészek alakultak ki. Először Szabadhegyen, Dél-Nádorvárosban, majd Marcalváros két ütemben épültek meg a szovjet technológiájú magasházak. Szinte minden városrészben épültek azonban kisebb-nagyobb lakótelepek. A hetvenes években átlagosan évi 1400 darab házat adtak át. A kedvező kamatozású lakáshitelek megszűnése és a gazdasági recesszió erőteljesen éreztette hatását. Győr lakásállománya a kétezres évek elején 50 000 körüli volt. A kétezres évek elején az önkormányzat a családi házas építkezést elősegítve hozzájárult a kerteknek építési telekké történő átalakításához. Erre azért került sor, mert az önkormányzati beépíthető telekállomány lecsökkent, a lakosság viszont rendelkezik erre alkalmas telkekkel.

### Városüzemeltetés
A városüzemeltetési feladatokat 1987-től a Győri Kommunális Szolgáltató Kft. (Komszol) látja el. A város 1997-ben nevezett be először a virágos városok versenyébe. A nagyvárosi kategóriában 2000-ben nyert, az európai városok versenyében második helyezést ért el 2001-ben. A Virágos Magyarországért Mozgalomtól Aranydiplomát kapott a város kiváló település- és környezetszépítő munkájáért 2007-ben. 2011-től a városüzemeltetési szervezeteket összevonták több más magyarországi városhoz hasonlóan, az új cég Győrszol (Győri Közszolgáltató és Vagyongazdálkodó Zrt.) néven működik tovább.

## Szellemi élete
A győri szakemberek hisznek a nemzeti kultúra megőrzésének fontosságában, és abban, hogy a városban folyó, és a megyére is kiható tudományos kutatás színvonala éppúgy meghatározó, mint a művészi alkotómunka helyi megjelenítése. Sőt még e kettő különös találkozására is találni példát: a Magyar Tudományos Akadémia győri Regionális Kutatások Központja évek óta helyt ad a Nemzetközi Mobil MADI Múzeum kiállításainak. A megyei feladatkörű, közgyűjteményi tevékenységet végző intézmények szolgáltató-bemutató tevékenysége ismert a tanulni, művelődni vágyó nagyközönség előtt.

### Hitélete
A város egyben fontos vallási központ is. A katolikus egyház és az evangélikus egyház egyik püspöki székhelye a magyar református egyház pápai egyházmegyéjének esperesi hivatala található Győrben, s Győr észak-dunántúli unitárius egyházközség központja. A városban más vallások hívei is megtalálhatók. A rendszerváltás kezdetekor 1992-ben az egyházak által visszaigényelt ingatlanokat és a rajta lévő építményeket az önkormányzat többségében visszaadta jogos tulajdonosainak. A város egyházi épületei olyan kultúrkincsek, amelyek Szent István koráig visszavezetik az itt élők vallástörténetét.
A lakosság vallásosságát a kereszténység jellemezte és jellemzi most is. Legnagyobb számban a katolikusok vannak. Tíz esperesi kerület működik a városban. 1997-ben II. János Pál pápa a székesegyházat bazilika rangra emelte. 1997. november 9-én volt Rómában Apor Vilmos püspök boldoggá avatása. 2001-ben a győri Hittudományi Főiskola csatlakozott a római Lateráni Egyetemhez, ezzel magasabb tudományos fokozatot ad a papnövendékeinek.
A Győri Görögkatolikus Egyházközség Nyugat-Magyarország egyetlen görögkatolikus egyházközsége. Temploma a Szent Miklós-templom.
450 éves múltra tekint vissza a városban élő kereszténység protestáns ágához tartozó hívek közössége. Hét templomuk és egy imaházuk van. A Győri Evangélikus Egyház 1991-ben újraindította intézményeit. 2000-től Győr lett a Dunántúli Evangélikus Egyházkerület székhelye.
A Győri Zsidó közösség 1700 óta folyamatosan jelen van. Istentiszteletekkel és ünnepeik betartásával biztosítják a városban és a város környékén élő zsidó vallásúak hitéletének gyakorlását. A zsinagógát és iskolaépületeit a hitközség 1970-ben a városnak adományozta.
A városban működő kisebb felekezetek:
- Baptisták Hajnalcsillag gyülekezete
- Az Utolsó Napok Szentjeinek Jézus Krisztus Egyháza keresztény egyház (missziós egyház)
- Keresztény Adventi közösség
- Jehova Tanúi Egyháza
- a Hit Gyülekezete
- Krisna Tudatú Hívők Közössége
- Hetednapi Adventi Egyházközösség
- Golgota Keresztény Gyülekezet

Lásd még:
- Kategória:Győri püspökök
- Kategória:Győr keresztény templomai, kolostorai

#### Templomi, egyházi gyűjteményei

##### Bazilika
A Győri Püspökséget Szent István király alapította uralkodásának első évtizedében (1000–1009). A győri Bazilika alapjait is az ő ideje alatt rakták le. A források a 11. század végén már háromhajós, emelt szentélyű templomról írnak. Az első tornyok Omodé püspök idejében (1257–1267) épültek. A 14. század végén a templom déli részén Héderváry János püspök (1386–1415) gótikus kápolnát építtetett, ahol ma a Szent László-herma és Boldog Apor Vilmos püspök síremléke is található.

##### Szent László hermája
A Szent Korona és a Szent Jobb mellett Magyarország legjelentősebb szakrális emléke. 1192-ben, I. László király szentté avatásakor a nagyváradi sírból kiemelték a csontereklyéket, s a szent király koponyáját előbb egy egyszerű ereklyetartóba, majd a hermába helyezték, és a nagyváradi székesegyházban őrizték. A herma sodronyzománcos mellrésze a később Európa-szerte elterjedt díszes zománctechnika első ismert emléke.

##### Boldog Apor Vilmos püspök síremléke
Báró Apor Vilmos 1892. február 29-én született székely főnemesi családból, 1915-ben szentelték pappá. Előbb káplán, majd katonalelkész, 1918-tól plébános Gyulán. Szociálisan nagyon érzékeny lelkipásztor. 1941. március 2-án győri püspökké szentelték föl. A második világháború alatt fellépett az erőszak és üldöztetések ellen. 1945. április 2-án a Püspökvárba menekült asszonyok és lányok védelmezése közben szovjet katonák agyonlőtték.

##### Könnyező Szűzanya-kép
Az Írországból, Walter Lynch ír püspök által 1655-ben Győrbe menekített kép 1697. március 17-én, Szent Patrik ír védőszent ünnepén vérrel könnyezett. A kegyképnek 1767-ben gróf Zichy Ferenc püspök emeltetett gyönyörű barokk oltárt.

### Kultúrája

#### Kulturális intézményei
A város kulturális életében fontos szerepet játszó intézmények:
Színházak
- Győri Nemzeti Színház
- Vaskakas Bábszínház

Társulatok
- Győri Balett
- Győri Filharmonikus Zenekar[49]

Lásd még:
Kategória:Győr múzeumai

#### Kulturális eseményei
Győr fesztiválváros, ahol a művészetek barátai, az igényes kikapcsolódásra vágyók egész éven át vonzó programokra lelhetnek.

#### Győr a művészetekben
Lásd még:
- Kategória:Győr művészeti élete

### Sportélete
Győr nagy hagyományokkal és kiváló adottságokkal rendelkezik a verseny- és a szabadidősport területén. A feltételek azonban a rendszerváltás óta mindkettő tekintetében romlottak, illetve nem fejlődtek megfelelően. Itt került megrendezésre a 2017. évi nyári európai ifjúsági olimpiai fesztivál.

#### Vízi élet
A folyók városában korábban élénk szabadidős és vízi élet folyt. A korábban nagy hírű vízi versenysport egyesületei és telephelyei nagyrészt megszűntek. Veszni látszanak a nagy vízisport-hagyományok is. A versenysportban továbbra is évről évre kiemelkedően produkálnak a győri vagy győri származású versenyzők. A Graboplast Vízisport SE 2007-ben érte el 1981 után a legnagyobb sikereit.
A vízitúrázásnak már a 20. század elején nagy hagyományai voltak. A Dunára alapozva sorra alakultak a csónakházak és a klubok. A legnevezetesebb a Regatta volt. Győr a folyókhoz számos létesítménnyel csatlakozott. A vízitúrázás nem szűnt meg Győrött, napjainkban is lehet több helyen csónakot bérelni, illetve a Mosoni-Dunán túrázni.
Lásd még:
- Kategória:Győr sportélete

## Oktatása
A városban és vonzásterületéről közel 50 000 gyermek, ifjú és felnőtt tanul a mintegy 100 intézményében. Közel 5000 dolgozó segíti a tanulást, a továbbtanulást, sikeresen felkészítve őket az életre.
Az elmúlt évtizedekben kiszélesedett a nevelési-oktatási intézmények alapítóinak és fenntartóinak köre. Erőteljesen csökkent a születésszám és ennélfogva az alkalmazható oktatási dolgozók száma is. Az óvodák és iskolák irányításában tért hódítottak a szülői szervezetek, a társadalmi igényeket, a gyermekek érdekeit jobban kiszolgáló szakmai, módszertani kezdeményezések. Részben az állami normatíva elégtelensége, és az önkormányzat integrációs törekvéseinek következtében átalakult a győri oktatás szerkezete.

### Felsőoktatási Intézmények
- Széchenyi István Egyetem

Győr és Mosonmagyaróvár felsőoktatási intézménye. A Győrben 1968-ban megalakult Közlekedési és Távközlési Műszaki főiskola 1986-ban vette fel a Széchenyi István nevet, majd 2002-ben egyetemi rangot szerzett. 2016 januárjában a mosonmagyaróvári Mezőgazdaság- és Élelmiszer-tudományi Kar és a korábbiakban soproni székhelyű Apáczai Csere János Tanítóképző Kar is az egyetemhez csatlakozott.
- Győri Hittudományi Főiskola

Lásd még:
- Kategória:Győr oktatási intézményei

## Látnivalói, turizmusa
Győr műemlékekben a harmadik leggazdagabb város Magyarországon. A Bécs és Budapest között félúton, szelíd környezetben fekvő patinás, sokszínű városban építészeti, kulturális és természeti értékek sora ötvöződik egymással. A város a turistáknak a román alapokon álló barokk bazilikától az eklektikus középületeken át a modern építészet kiváló alkotásaiig kínál látnivalót. A belváros barokk magjának rekonstrukcióját a műemlékvédelem Europa Nostra-díjával ismerték el.
Kereskedelmi szálláshelyeken eltöltött vendégéjszakák tekintetében 358 ezer vendégéjszakával (2012) Magyarország 10. legnépszerűbb települése; legnagyobb küldőpiacai Németország (93 ezer), Románia (14 ezer) és Ausztria (10 ezer).
A belváros történelmi korokat idéző templomai, palotái, múzeumai, jellegzetes sarokerkélyei, a szűk közök sétára hívogatják a látogatót. A győri és a Győr környéki egyházi műemlékek az ezeréves kereszténység emlékei. A Káptalandombon álló Bazilika (basilica minor) és Püspökvár a nyugat-magyarországi katolicizmus szimbólumai. A Bazilikában található, vérző könnyeket ejtő Szűzanya képéhez hívők sokasága zarándokol el minden évben. A Bazilika féltett kincse továbbá az „Aranyfej”, Szent László hermája. A Szent László-kultusz, a közös győri és pannonhalmi bencés hagyományok ápolása komoly lehetőségeket rejtenek az egyházi turizmusban is.
A város lakossága 2003-ban felállíttatta a lengyel katonák emlékművét (1939-1945).
Győr fesztiválváros, ahol a művészetek barátai, az igényes kikapcsolódásra vágyók egész évben vonzó programokra lelhetnek.
A várost a folyóvizek mentén körbeöleli a természet. A pihenni, felüdülni vágyókat ide csalogatja a különleges összetételű gyógyvíz, amely kénhidrogénes összetételével nagy hasonlóságot mutat a hévízivel. Az újonnan megnyílt Rába Quelle Fürdő lehetőséget teremt az aktív pihenésre, gyógyulásra.
Lásd még:
- Győr műemlékeinek listája

## Külkapcsolatai

### Testvérvárosai
- Erfurt, Németország (1971)
- Kuopio, Finnország (1978)
- Sindelfingen, Németország (1989)
- Colmar, Franciaország (1993)
- Brassó, Románia (1993)
- Nazrat-Illit, Izrael (1993)
- Vuhan, Kína (1994)
- Poznań, Lengyelország (2008)
- Ingolstadt, Németország (2008)
- Nyizsnyij Novgorod, Oroszország (2013)
- Dunaszerdahely, Szlovákia (2020)

## Média
- Győr Plusz
- InfoGyőr
- Hírcity (regionális)

### Újság
- Kisalföld
- Győr+ Hetilap
- Győri Közélet (ingyenes hetilap, kiadója az önkormányzat)
- Városi Tükör (ingyenes hetilap, kiadója a Népszava)
- Alternatíva
- Győri Est (ingyenes programújság)
- OFF Média Archiválva 2016. október 18-i dátummal a Wayback Machine-ben

### Televízió
- Győr+ TV
- Oxygen TV

### Rádió
- Hír FM – FM 88,1
- Győr+ Rádió – FM 100,1
- Rádió 1 – FM 103,1